# Ацетат калия
Ацета́т ка́лия (калий уксуснокислый, CH3COOK) — органическое соединение, калиевая соль уксусной кислоты.

## Получение
Может быть получен при реакции основных соединений калия, таких как KOH (едкое кали, гидроксид калия) или карбонат калия — K2CO3, с уксусной кислотой:
{\displaystyle {\mathsf {2CH_{3}COOH+K_{2}CO_{3}\ {\xrightarrow {}}\ 2CH_{3}COOK+CO_{2}\uparrow +H_{2}O}}}

### Хранение и предосторожность
Рекомендуется избегать контакта ацетата калия с источниками воды, тепла, искр, открытым огнём и с сильными окисляющими средами.

## Область применения
- Ацетат калия может использоваться как реагент-антиобледенитель, заменяющий хлориды, такие как хлорид кальция или хлорид магния. Его преимущество заключается в менее агрессивном воздействии на состав почвы и он менее коррозивен, что и является причиной его применения для очистки полос в аэропортах. Однако при этом он и дороже.
- Ацетат калия применяется в составе средств пожаротушения класса K (огнегаситель) — по классификации средств пожаротушения США из-за его способности охлаждать и образовывать корку над горящим горючим (основное применение по классификации — тушение горящих масел).
- Ацетат калия используется при заместительной терапии при диабетическом кетоацидозе из-за его способности разлагаться на бикарбонаты и снижать уровень кислотности 
  - Диабетический кетоацидоз — угрожающее жизни осложнение у пациентов с нелеченным диабетом (при хроническом высоком содержании сахара в крови). Чаще встречается у больных диабетом I типа, но может быть и у больных диабетом II типа при длительном стрессовом воздействии и/или инфекциях. Характеризуется кислой реакцией крови (при pH ниже 6,7 это несовместимо с жизнью) высоким уровнем кетоновых тел в крови и высокой концентрацией сахара в крови. Лечение состоит в снижении осмотического давления крови (вводится внутривенно много жидкости), замещении недостающих электролитов (обычное осложнение гипокалиемия — недостаток ионов калия), инъекция инсулина в смеси с глюкозой для нормализации обменных процессов.

- Ацетат калия применяется как консервант и регулятор кислотности в пищевой промышленности. Как пищевая добавка, обозначается индексом E261 (вместе с диацетатом калия)[1]. Входит в список пищевых добавок, разрешённых к применению в Российской Федерации[2].
- Ацетат калия используется в составе консервирующих растворов, закрепителей и для мумификации. В большинстве музеев мира сегодня применяют для этого формальдегидный метод, рекомендованный Кайзерлингом в 1897 году, при этом также используется ацетат калия[3]. Например, тело В. И. Ленина было законсервировано в ванне раствора, в состав которого входил ацетат калия[4].

## Токсичность
Ацетат калия малотоксичен, однако при попадании в лёгкие, в глаза и на кожу является довольно сильным раздражителем.